# Gonomyia bicolorata
Gonomyia bicolorata är en tvåvingeart som beskrevs av Alexander 1930. Gonomyia bicolorata ingår i släktet Gonomyia och familjen småharkrankar. Inga underarter finns listade i Catalogue of Life.